# Jean-Lambert de Wouters d'Oplinter

Wapen van de familie de Wouters d'Oplinter

Jean Lambert de Wouters d'Oplinter Bouchout (Tienen, 1 februari 1743 - 26 februari 1824) was een Zuid-Nederlands edelman.

## Geschiedenis
In 1766 verleende keizerin Maria-Theresia adelsverheffing aan Jeanne Putteau, weduwe van Willem Wouters, heer van Oplinter en aan haar beide zoons.
In 1792 werd Jean-Lambert Wouters door keizer Frans II bevorderd tot ridder, overdraagbaar op alle afstammelingen. Het was een van de laatste benoemingen onder het ancien régime.

## Jean-Lambert de Wouters d'Oplinter
Wouters was de laatste heer van Oplinter, Bouchout en Vroenhoven.
Hij was een zoon van Jacques Wouters, adjunct-burgemeester van Tienen, en van Marie-Lambertine Baerts. Hij trouwde in 1773 met Elisabeth Rega (1750-1835) en ze kregen tien kinderen.
Gepromoveerd tot licentiaat in de rechten, werd hij advocaat, stadssecretaris van Tienen, voorzitter van de rechtbank in Tienen en gemeenteraadslid van de stad. 
In 1820, onder het Verenigd Koninkrijk der Nederlanden, werd hij erkend in de erfelijke adel met de titel ridder, overdraagbaar op alle mannelijke afstammelingen en met vergunning het partikel de aan de naam toe te voegen.
Onder de tien kinderen van het echtpaar zijn te vernoemen:
- Philippe de Wouters d'Oplinter (1783-1856) werd senator, achtereenvolgens burgemeester van Oplinter, Vertryck en Neervelp.
  - Alphonse de Wouters d'Oplinter (1819-1886).
    - Maurice de Wouters d'Oplinter (1838-1869).
      - Emmanuel de Wouters d'Oplinter (1866-1932).
      - Fernand de Wouters d'Oplinter met afstammelingen tot heden.

    - Camille de Wouters d'Oplinter met afstammelingen tot heden.
    - Lambert de Wouters d'Oplinter (1850-1893).

  - Léon de Wouters de Bouchout (1817-1871).
  - Gustave de Wouters de Bouchout.
  - Auguste de Wouters de Bouchout.
- Charles-Lambert de Wouters d'Oplinter (1786-1855), die vrijgezel bleef, werd burgemeester van Oplinter en van Sint-Margaretha-Houtem.
- Auguste de Wouters de Vroenhoven (1793-1849) trouwde met Flore Mary (1793-1864) en ze kregen zes kinderen. Hij werd licentiaat in de rechten en advocaat, burgemeester van 's-Gravenbrakel en provincieraadslid van Brabant. Hij werd beheerder van de goederen van de hertogen van Arenberg en regisseur van de eigendommen in de Zuidelijke Nederlanden van de hertog van Wellington.
  - Adolphe de Wouters de Vroenhoven (1825-1892) trouwde met Julie de Halloy (1831-1894). Ook hij was regisseur van de hertog van Arenberg. Hij was de laatste van zijn familietak die in hem uitdoofde.